# ムハンマド・アリ・アル・フーシ
ムハンマド・アリ・アル＝フーシ（アラビア語: محمد علي الحوثي、1979年 - ）は
イエメンのフーシ派軍人。イエメンクーデターによってアブド・ラッボ・マンスール・ハーディー大統領を追放すると自ら最高革命委員会委員長（元首格）に就任し、2015年2月6日から2016年8月15日にかけて事実上の大統領を務めた。しかし追放された大統領のハーディーはこれを認めず、なお自らを正当な大統領と主張している。
2014年9月のサナアの戦い (2014年)を現地で指揮した。
フーシの指導者であるアブドルマリク・フーシの従弟である。

## 任期中の出来事
2015年2月6日、ハーディー大統領を追放し、また最高革命委員会がイエメンを統治し、新たな議会を結成する事を宣言。委員長フーシが事実上の大統領になった。
2月7日、国際連合・アメリカ・GCC（湾岸協力会議）は、フーシと最高革命委員会がイエメンを統治する事を拒否した。
2月15日、国際連合安全保障理事会はフーシにイエメン統治をやめるよう勧告した。潘基文事務総長は、イエメンが失敗国家に転落しかけていると警告した。
3月21日、フーシは最高革命委員会の会議で、ハーディー前大統領の任期は公的には2015年2月21日に終了したと述べた。
また、ハーディー前大統領を支持する外国政府を、「露骨な内政干渉」と批判した。
3月25日、フーシがサウジアラビア空軍のサナア空爆で負傷したと、アルジャジーラ通信が伝えた。
9月、フーシ派が支配する国営通信は、国際連合の潘基文事務総長に手紙を送り、サウジアラビア主導の同盟に停戦を命じるよう求め、同盟がイエメンに対して「戦争犯罪」と「虐殺」を行っていると非難した
。
2016年8月15日、最高革命委員会は最高政治評議会に権力を委譲し、これに伴いフーシも元首を退任した。